# Vincenzo Cordova (poeta)
Vincenzo Cordova (Aidone, 8 luglio 1870 – Aidone, 22 aprile 1943) è stato un poeta e scrittore italiano in galloitalico aidonese.
Apparteneva alla famiglia aidonese che aveva dato i natali ai politici Filippo Cordova e Vincenzo Cordova Savini, che avevano rivestito incarichi prestigiosi nel Regno d'Italia.

## Biografia
Nacque in Aidone l’8 luglio 1870, da Giuseppe e da donna Moma De Arena, terzo di quattro figli.
Il padre Giuseppe era il fratello del senatore del regno Vincenzo Cordova Savini (deputato del Regno d'Italia dall’XI alla XV Legislatura, 1870-1874, e senatore nella XVI legislatura, dal 1889) ed erano entrambi primi cugini del più famoso Filippo Cordova, più volte ministro nel governo liberale di Cavour e dei suoi successori.
La morte prematura del padre segnò la sua vita, un testamento di Filippo Cordova a favore degli orfani, disatteso dallo zio senatore, non permise che questi avessero il tenore di vita a cui erano abituati, il suo rifiuto all’educazione nei collegi lo portò a formarsi da autodidatta, coltivando la musica e la poesia.  Sposò nel 1893 Agata Boscarini dalla quale ebbe due figli Ernani e Girolama. Le difficili condizioni economiche lo spinsero nel 1903 a cercare fortuna in America dove rimase solo per un anno, tornò in Aidone dove visse di espedienti e delle magre rendite di quanto gli era rimasto. Morì il 22 aprile del 1943, non prima di avere dettato un'epigrafe per la sua tomba, una sorta di epigramma che ben descrive il suo carattere ribelle e generoso e la sua capacità di rivolgere la sua satira contro i potenti:
Il secondo Aretin qui sotto giace
Dal suo verso satirico e mordace
Ei di mentir giammai non fu capace
Eppur fu ritenuto per mendace.
Visitator gentil se non ti spiace
Non gli turbare più l'eterna pace.
Il ricordo e la fama di Vincenzo Cordova, tra gli studiosi dei dialetti e tra i suoi compaesani, è legata soprattutto ai suoi testi scritti nel dialetto galloitalico aidonese e allo spirito satirico che permeava i suoi componimenti, anche in lingua siciliana e italiana, che mettevano alla berlina personaggi dell'epoca, facilmente riconoscibili, appartenenti soprattutto alla classe aristocratica e borghese. Mentre nei riguardi delle classi più povere mostra simpatia e acuto spirito di osservazione.

## Opere
Vincenzo Cordova scrisse poesie in italiano, in siciliano, in dialetto galloitalico aidonese e nella forma sicilianizzata dell’aidonese, senza mai dare alle stampe “li so canti e li so rimi”, ma le sue poesie erano tanto famose tra i suoi contemporanei che se li passavano a memoria e spesso li trascrivevano. Lui li fissò, con la sua grafia chiara ed accurata,  in un quadernetto di 175 pagine, sotto il titolo “Affari personali. Versi italo francolombardi”. Il quadernetto è conservato nella Biblioteca Comunale di Aidone. A farlo conoscere agli studiosi ed agli amanti del dialetto aidonese fu il prof. Giovanni Tropea (Università di Catania, Dipartimento di Glottologia),  che nel 1972 ebbe l’onore di vedere inclusa la sua monografia “Testi Aidonesi Inediti” nel volume XXIII delle Memorie dell’Istituto Lombardo – Accademia di Scienze e Lettere di Milano. L’estratto (fasc.5) fu pubblicato nel 1972 e contiene i sette testi in dialetto galloitalico aidonese del quadernetto: 1. Vernacolo aidonese; II. Aidone fu e più non è; III. Consigli ad una ragazza magra; IV. Notte d’inverno: marito e moglie. Duetto; V. A lu cavaleri Roccu Bucceri (un poemetto di 182 versi di cui i primi 102 in lingua siciliana e i successivi 80 in galloitalico); VI. Duetto tra padre e figlio. A cesta pa Biddia; VII. Liborij e a festa di San Fulipp’. 
La monografia di Giovanni Tropea, insieme a quella pubblicata dal professore Giorgio Piccito, dieci anni prima, hanno dato un contributo notevole allo studio del gallo-italico aidonese che fino ad allora era stato conosciuto solo attraverso le inchieste di Gerhard Rohlfs e i contributi raccolti da Giovanni Papanti. Ha il pregio di riportare oltre al testo originale e la traduzione in italiano, anche la trascrizione fonetica “in larga misura interpretativa”, e un notevole repertorio di note. Dà inoltre un quadro della complessa situazione linguistica aidonese dove il parlante comune aveva piena coscienza del suo bilinguismo, frequentando comunemente sia la forma vernacolare che quella sicilianizzata, utile per entrare in relazione con gli abitanti dei paesi vicini. Cordova dimostra anche un ottimo possesso del siciliano letterario e dell’italiano.
Lo studioso aidonese, Angelo Trovato, nel 1997, pubblicò finalmente, presso la Papiro Editrice di Enna, un volume contenente tutti i testi del libretto. Il volume di 147 pagine ha il titolo “Vincenzo Cordova. Un poeta aidonese”, e contiene 24 componimenti di forma e lingua varia: i sette in dialetto gallo-italico, una decina in italiano e in siciliano e alcuni in lingua mista italiano-galloitalico (A cesta pa Biddia), italiano -siciliano (La nova tassa! e Il merdometro). Anche il libro del Trovato è accompagnato da un ricco repertorio di note che permettono di conoscere meglio il contesto storico ed ambientale in cui viveva l’autore.